# Törökország–PKK-konfliktus
A török–kurd konfliktus Törökország Kurdisztán régiójában és Észak-Irakban zajlik. A  Kurdisztáni Munkáspárt (PKK) szeparatista mozgalom tagjai és a török hadsereg harcol egymás ellen. Több mint 37 000 ember halt meg a konfliktusban 1984 óta.

## A konfliktus háttere
A kurdok Törökország legnagyobb lélekszámú kisebbsége, számukat 20 millióra becsülik.
Az eredetileg törzsi formában élő kurdok az oszmánok alatt sem élveztek önállóságot, az első világháborút lezáró sèvres-i békeszerződés azonban felvillantotta a kurdok előtt a saját Kurdisztán megteremtésének lehetőségét.
Amikor a törökországi határokat véglegesítő lausanne-i békeszerződést aláírták, a kurd követeléseket figyelmen kívül hagyták, és a területet végül Törökország, Irak és Szíria között osztották szét. Emiatt a kurdok elkezdtek fellázadni, a fiatal Török Köztársaságnak több felkelést is le kellett vernie, és kegyetlen, megtorló intézkedéseket vezettek be a lakosság ellen. Bezárták a kurd iskolákat, megtiltották a kurd nyelv használatát, a hadsereg „tisztogató” hadjáratokat indított a kurdok lakta területeken.

## A konfliktus
1978-ban Abdullah Öcalan megalapította a Kurdisztáni Munkáspártot, ami független kurd állam létrejöttéért kezdett el harcolni, Diyarbakır fővárossal. A PKK rendszeresen indított terroristaakciókat török célpontok ellen. 1979-ben Öcalan Szíriába menekült, ahol kiképzőtáborokat hozott létre. 1984. augusztus 15-én a PKK kisvárosi rendőr-és katonai bázisokat rohant le. A PKK-nak nehéz gépfegyvereket és gránátvetőket sikerült elkoboznia. 1987-ben aztán a török állam bekeményített, rendkívüli állapotot hirdetett ki. Az összes országban élő kurdot potenciális terroristának tekintette a török állam. A törökök az úgynevezett 'terroristaellenes' egységek harcosainak létszámát megnövelték 200 000 főre. A török csapatok brutális intézkedéseket hoztak: 1997 végére több, mint 3100 kurd falut romboltak le és 370 000 embert tettek hajléktalanná. 1991-ben az alapvető jogokat is betiltotta a török kormány, mint pl. a sajtószabadság, azért, hogy a külföldi médiumok ne tudjanak annyit a török brutalitásról. A gyengén felszerelt PKK csak kis sikereket tudott elérni a modern hadi technikával felszerelt török hadsereg ellen, de felnyitotta a Törökországban élő emberek szemét, hogy igenis van kurd probléma, avagy ,,kurdkérdés".  A PKK kábítószer-csempészetből és a Nyugat-Európában élő kurdoktól származó pénzekkel fegyverezte fel az embereit. 1999-ig több mint 5000 török katona, rendőr és civil halt meg a támadásokban, a PKK lerombolt 2000 civil épületet, 250 iskolát és 50 egészségügyi épületet.

## Öcalan elfogása és ítélete
1999-ben Öcalant török katonai kommandó elrabolta Kenyából, és a bíróság halálra ítélte. 2002-ben azonban eltörölték a halálbüntetést, így Öcalan ítéletét életfogytiglanra változtatták. Az Európai Unió felvette a PKK-t a terroristaszervezetek listájára.

## A konfliktus hatása és az utóbbi évek

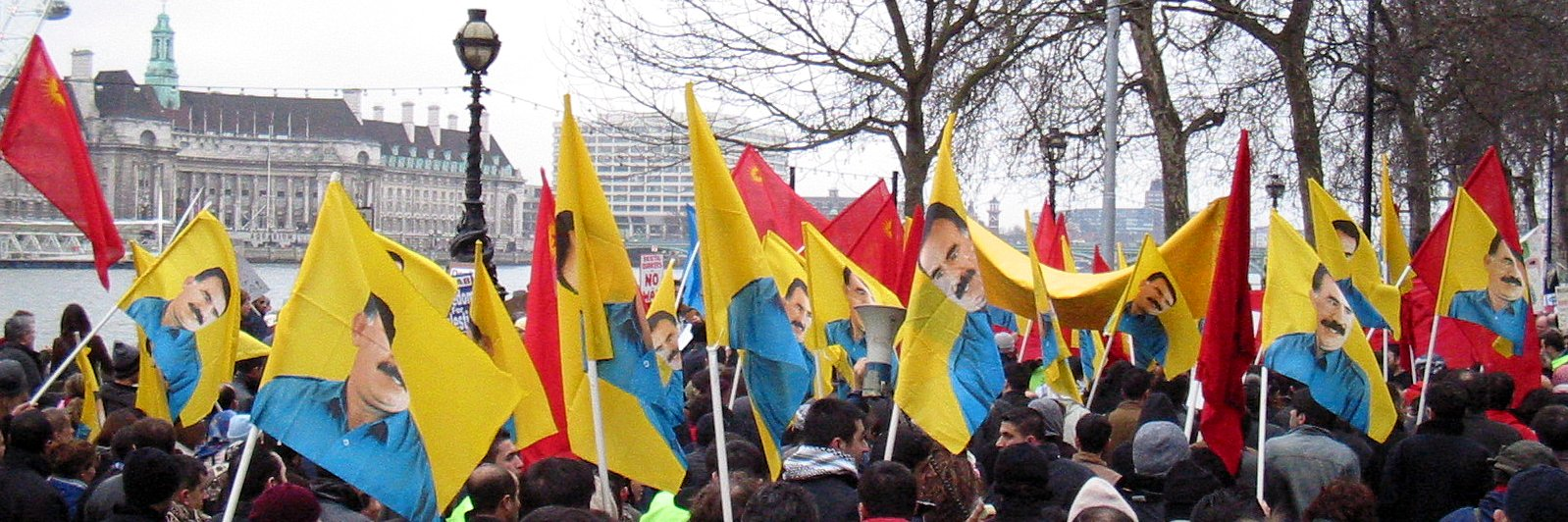
PKK szimpatizánsok Londonban, 2003-ban

Az AKP vezette török kormány 2002 óta egy ideig megpróbált javítani a kurdok helyzetén, így például újra engedélyezték a kurd nyelvhasználatot, 2009-ben pedig bejelentették, hogy tárgyalóasztalhoz ülnek a kurdokkal.
2010 szeptemberében Murat Karayilan az El Mundo című spanyol napilapnak azt nyilatkozta, hogy  leteszik a fegyvert, ha Törökország elfogadja az autonóm régiók spanyolországihoz hasonló modelljét.
2011-ben a két fél tűzszünetet hirdetett, de ez csak elvben volt az, ugyanis a török hadsereg több, mint 100 PKK harcost megölt. Válaszcsapásként a PKK robbantott Ankarában és Çukurca városában (kurdul: Çelê), ahol 24 katona meghalt, 18 megsebesült. 1993 óta ez volt a legnagyobb veszteség török részről egy támadásban. Törökország aztán újra a PKK kiképzőtáborait bombázta.
Törökország a mai napig nem fejezte be a tárgyalást a kurdokkal. 2015 júliusában aztán újra elmérgesedett a viszony a két fél között, miután a török hadsereg bombázni kezdte a PKK állásait Észak-Irakban és Törökország délkeleti részén.
A helyzet az utóbbi években, különösen az iraki háború során vált rendkívül kiélezetté és bizonytalanná. Irak amerikai megszállása ellenére a harcok a térségben nem csitultak, sőt elmérgesedtek. Szíriában 2011-ben polgárháború tört ki, ahol igen sok kurd él és a kormány sok, őket hátrányosan érintő intézkedést hozott. Több kurd fegyveres csoport harcol a szíriai kormány ellen. Keleten, Irakban az amerikai kivonulást követően létrejött az Iraki és Levantei Iszlám Állam (jelenleg: Iszlám Állam) terrorszervezet, amely hadjáratokat folytatott az iraki kormány, a keresztény kisebbség és a kurdok ellen. A kurdokkal szemben szisztematikus etnikai tisztogatásokat hajtott végre az Iszlám Állam és mivel az iraki kormány nem képes megfékezni a terroristákat, az iraki kurdok saját maguk próbálják megvédeni magukat. Felmerült többek között az iraki kurd terület függetlenségének kikiáltása is.
A törökországi kurdok igyekeznek is támogatni iraki és szíriai honfitársaikat. Az Iszlám Állam 2017 végén történt legyőzése után nem sokkal Törökország támadást indított a kurd hadsereg által felszabadított szíriai területek ellen.